# Ferdinand Burgdorff

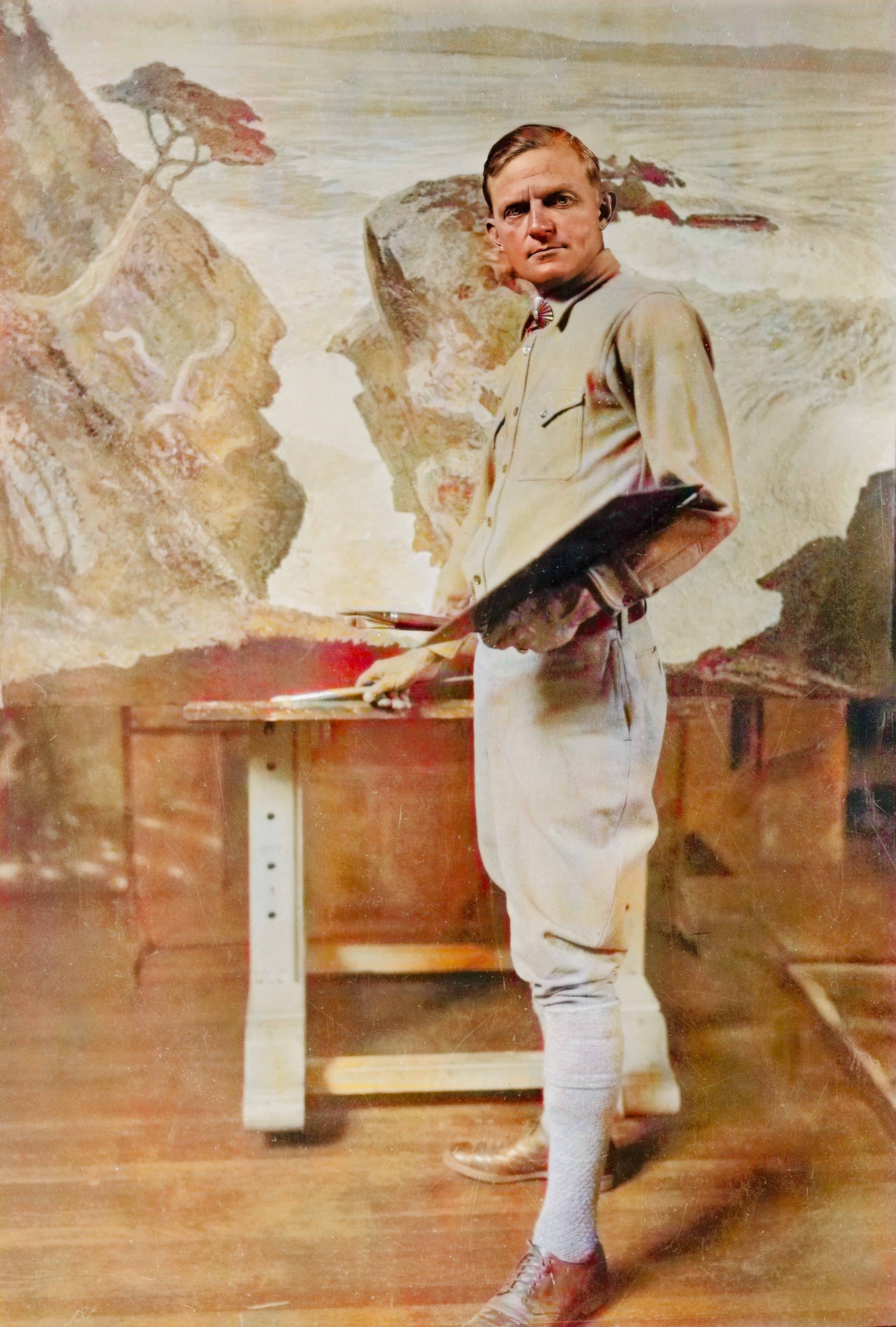
Ferdinand Burgdorff an der Staffelei, Carmel, Kalifornien

Ferdinand Burgdorff (* 29. November 1881 in Cleveland, Ohio, USA; † 12. Mai 1975 in Carmel-by-the-Sea, Kalifornien) war ein US-amerikanischer Maler, Radierer und Druckgrafiker. Bekannt wurde er vor allem durch seine Landschaftsgemälde der Monterey-Halbinsel, des Yosemite-Nationalparks und der Wüstenregionen im Südwesten der Vereinigten Staaten.

## Leben
Ferdinand Burgdorff wurde in Cleveland, Ohio, als Sohn deutscher Einwanderer geboren. Er studierte an der Cleveland School of Art und setzte seine Ausbildung in Paris bei den Malern René Ménard und Florence Esté fort. 1907 zog er in den Westen der USA, wo er zunächst in Santa Fe, New Mexico, arbeitete und die Wüstenlandschaften um Albuquerque malte. Später ließ er sich in Kalifornien nieder und wurde Illustrator für das neu gegründete Sunset Magazine. Viele seiner frühen Bilder wurden in diesem Magazin veröffentlicht. In Kalifornien lebte er zunächst in Carmel-by-the-Sea und war aktives Mitglied der dortigen Künstlerkolonie. Später baute er sich ein Haus in Pebble Beach an der Ronda Road, das von dem Architekten Bernard Maybeck entworfen wurde. Während des Ersten Weltkriegs absolvierte er eine Militärausbildung in Marin County, kam aber nicht an die Front. Während des Zweiten Weltkriegs stiftete er zahlreiche Gemälde an verschiedene Organisationen wie die USO und das Rote Kreuz. Ferdinand Burgdorff blieb bis zu seinem Tod 1975 ein aktiver Künstler und war zu diesem Zeitpunkt der älteste noch lebende Künstler der Monterey-Halbinsel.

## Werk
Ferdinand Burgdorffs Schaffen konzentrierte sich vor allem auf Landschaftsgemälde, die den Südwesten der USA, die Monterey-Halbinsel und den Yosemite-Nationalpark zeigen. Seine Werke zeichnen sich durch einen realistischen Stil aus, der oft eine romantische Note enthält und die Mystik und Dramatik der Landschaften einfängt. Neben Ölgemälden schuf er auch Aquarelle, Pastelle und Radierungen. Ein bemerkenswertes Werk ist Cypress Through Fog (1923), das sich in der ständigen Sammlung des Cleveland Museum of Art befindet. Er schuf auch die Hintergrundmalereien für die Dioramen im Yosemite Museum, die verschiedene Lebensräume des Parks darstellen.